# HD 212330
HD 212330，又名CP-58 7954，SAO 247441、HR 8531，是一颗恒星，视星等为5.32，位于銀經332.61，銀緯-50.04，其B1900.0坐标为赤經22h 18m 18s，赤緯-58° -50.04′ 39″。